# Milchkanne

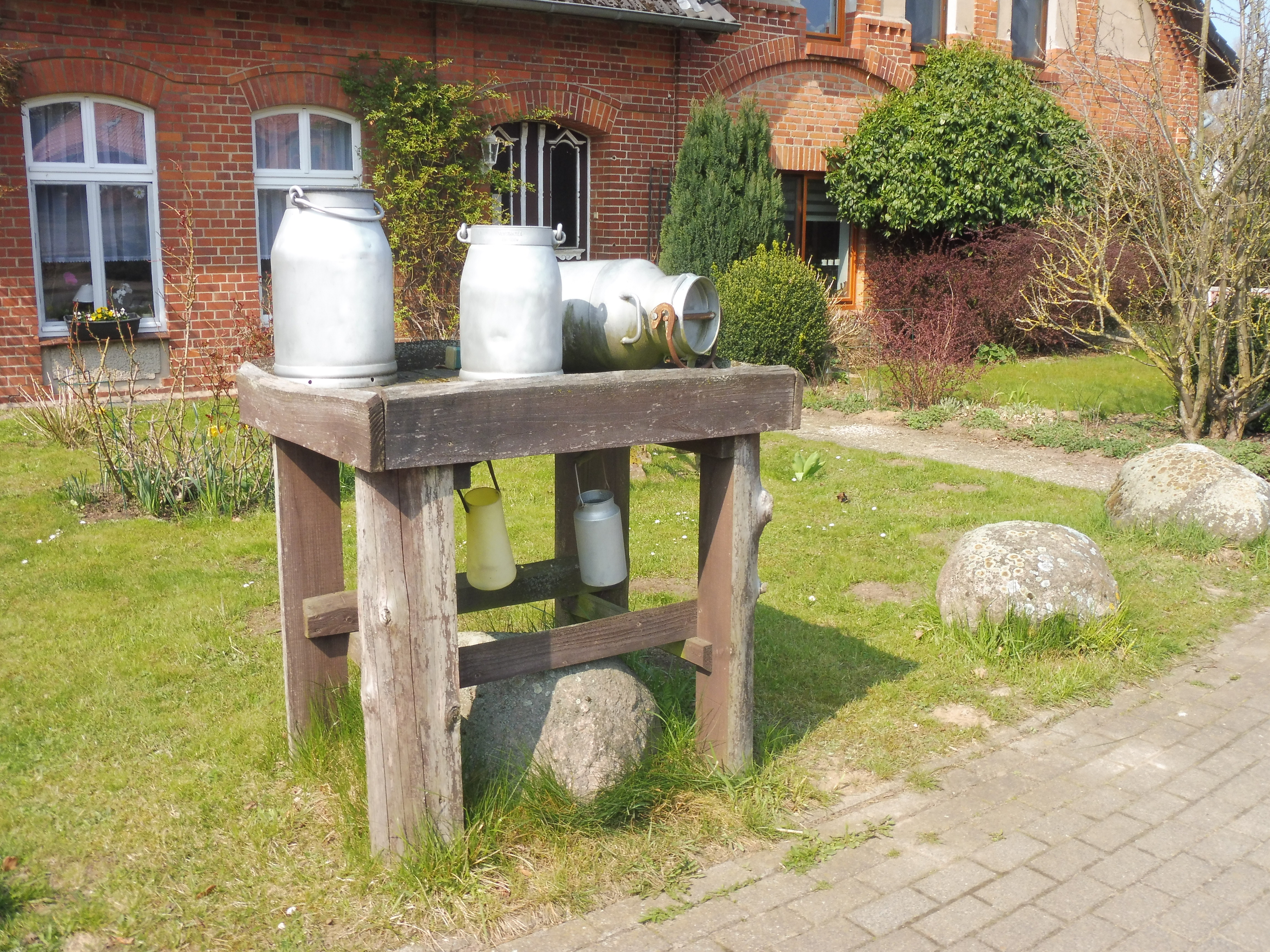
Milchrampe in Mecklenburg

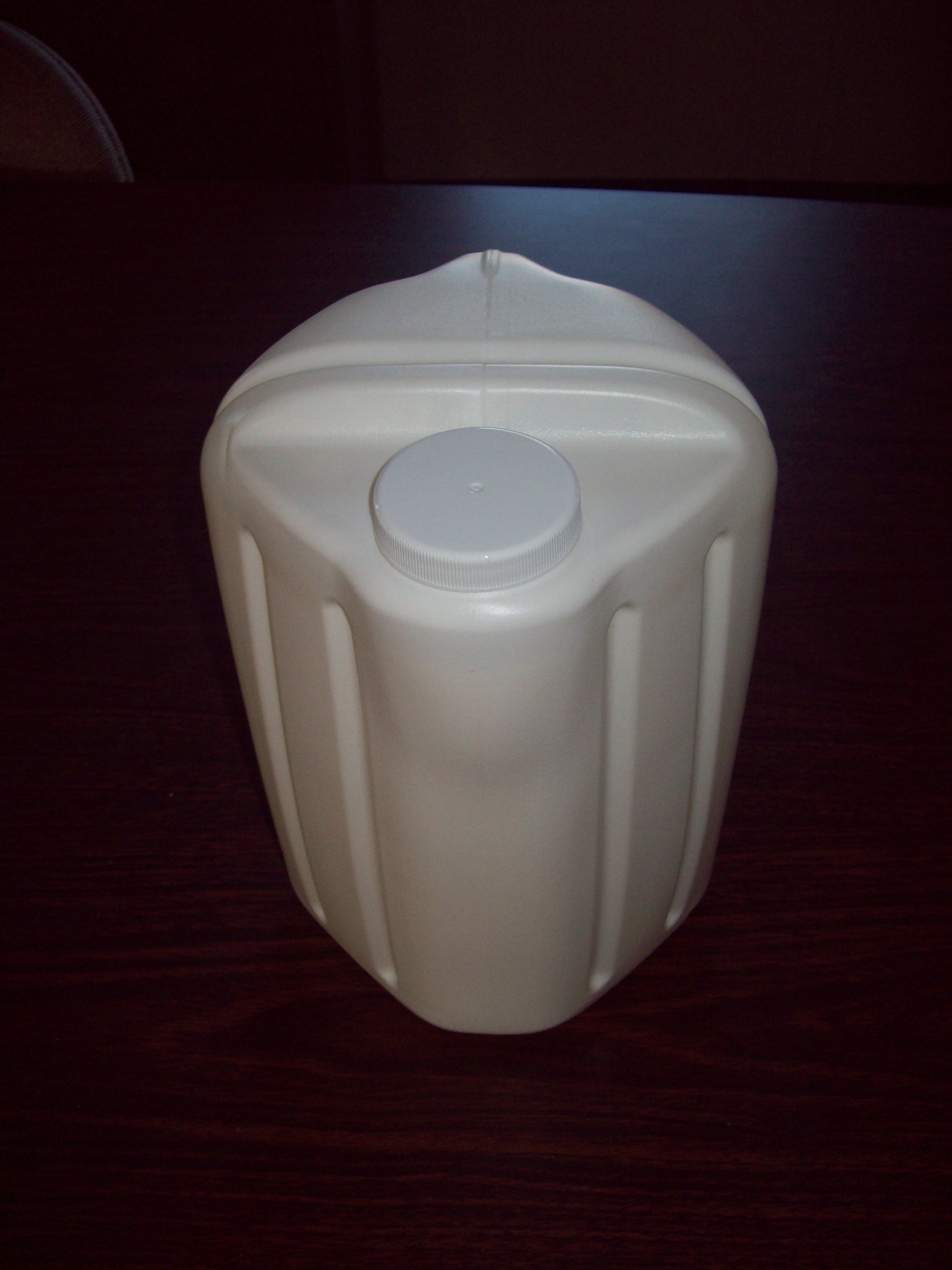
Square milk jug

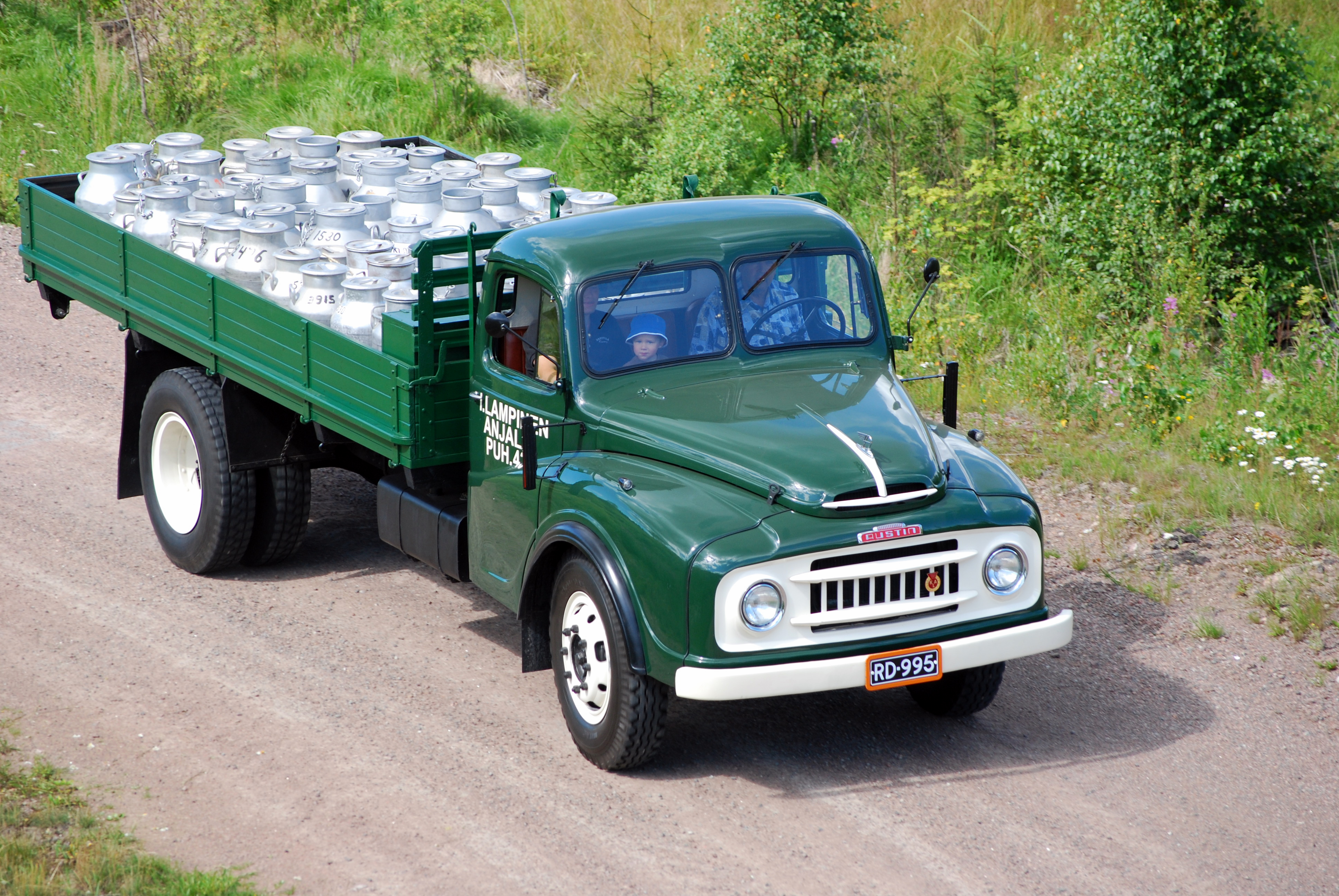
Milchkannentransport in Finnland (2008)

Eine Milchkanne (schweizerisch Milchkessel) ist ein tragbarer Behälter für den Transport und die Aufbewahrung von Milch. 

## Bedeutung
Die traditionell aus Aluminium- oder emailliertem Stahlblech – später auch aus Kunststoff – und in unterschiedlicher Größe gefertigte Kanne ist mit einem einsteckbaren Deckel bzw. einer Bügeldeckelkonstruktion versehen. Kleinere Kannen sind mit einem schwenkbaren Tragegriff, größere mit doppelten Haltegriffen ausgestattet. 
Mit der technischen Entwicklung wurde der Transport von Milch in loser Form im Einzelhandel durch Milchverpackungen in Form von Milchflaschen, Milchbeuteln, Tetra Paks etc. und im Großhandel durch Milchcontainer ersetzt. Vom Endverbraucher werden vorwiegend Kunststoffbehälter, die oft nicht mehr an die herkömmliche Milchkkannen erinnern, beim Ab-Hof-Milchverkauf verwendet.
In den Vereinigten Staaten und in Kanada wird ein Square milk jug (3,785 Liter) verkauft.